# Сръбска суперлига
Сръбска суперлига (на сръбски: Суперлига Србије) е лигата от най-високо ниво в сръбския футбол. Нейното официално име е Йелен Суперлига (Jelen SuperLiga), което носи заради спонсора си – бирарията Jelen pivo. Първенството е съставено от 16 отбора и работи на системата с изкачване и изпадане със Сръбската първа лига (Прва лига Србије). Лигата е образувана през лятото на 2005, като първенството от най-високо ниво на Сърбия и Черна гора. След отделянето на Черна гора през лятото на 2006 в първенството участват само сръбски отбори.
Преди сръбските клубове се състезаваха в Югославската първа лига. Това състезание било създадено през 1923 и продължило до 2003. След разпадането на СФР Югославия през 1991 и създаването на СР Югославия. Името „Югославия“ се запазва до 2003, когато се сменя на Сърбия и Черна гора. Този съюз продължава до 2006, когато Черна гора се отделя и създава собствено първенство – Черногорска първа лига.
Сегашният шампион е столичният Цървена звезда. Според коефициентите на УЕФА първенството е 27-ото най-силно в Европа (от 53 първенства).  Лигата е позната като Меридиан първа лига/суперлига от есента на 2004 до лятото на 2008.
Завършилият на първо място отбор играе във втория квалификационен кръг на Шампионската лига. Завършилият на второ място играе във втория квалификационен кръг на Лига Европа, а третият в първия квалификационен кръг на същото състезание. Отборът спечелил купата на Сърбия играе в квалификационния кръг също на Лига Европа.
Най-голямото и значимо дерби в първенството и Сърбия е между столичните Цървена звезда и Партизан. През септември 2009 вестник Дейли Мейл класира „Вечното дерби“ на Сърбия на четвърто място сред 10-те най-големи футболни съперничества. 

## Членове за сезон 2012 – 2013
| Клуб               | Местоположение | сезон 2011 – 2012       |
| ------------------ | -------------- | ----------------------- |
| БСК Борча          | Борча          | 12-о                    |
| Войводина          | Нови Сад       | 3-то                    |
| Доний Срем         | Печинци        | Сръбска първа лига 2-ро |
| ФК Нови Пазар      | Нови Пазар     | 14-о                    |
| ОФК Београд        | Белград        | 8-о                     |
| Партизан           | Белград        | 1-во                    |
| ФК Рад             | Белград        | 10-о                    |
| Раднички Крагуевац | Крагуевац      | 6-о                     |
| Раднички Ниш       | Ниш            | Сръбска първа лига 1-во |
| Слобода Ужице      | Ужице          | 5-о                     |
| ФК Смедерево       | Смедерево      | 13-о                    |
| Спартак Суботица   | Суботица       | 7-о                     |
| Хайдук Кула        | Кула           | 11-о                    |
| Цървена звезда     | Белград        | 2-ро                    |
| Явор Иваница       | Иваница        | 9-о                     |
| ФК Ягодина         | Ягодина        | 4-то                    |

## Шампиони (1992 – 2006)
| Година  | Победител      | Втори          | Трети          | Голмайстор                    | Клуб               | Гола | Треньор |
| ------- | -------------- | -------------- | -------------- | ----------------------------- | ------------------ | ---- | ------- |
| 1992/93 | Партизан       | Цървена звезда | Войводина      | Анто Дробняк Веско Михайлович | Ц.звезда Войводина | 22   |         |
| 1993/94 | Партизан       | Цървена звезда | Войводина      | Саво Милошевич                | Партизан           | 21   |         |
| 1994/95 | Цървена звезда | Партизан       | Войводина      | Саво Милошевич                | Партизан           | 30   |         |
| 1995/96 | Партизан       | Цървена звезда | Войводина      | Воислав Будимирович           | Чукарички          | 23   |         |
| 1996/97 | Партизан       | Цървена звезда | Войводина      | Зоран Йовичич                 | Ц.звезда           | 21   |         |
| 1997/98 | Обилич         | Цървена звезда | Партизан       | Саша Маркович                 | Железник Ц.звезда  | 27   |         |
| 1998/99 | Партизан       | Обилич         | Цървена звезда | Деян Османович                | Хайдук Кула        | 16   |         |
| 1999/00 | Цървена звезда | Партизан       | Обилич         | Матея Кежман                  | Партизан           | 27   |         |
| 2000/01 | Цървена звезда | Партизан       | Обилич         | Петар Дивич                   | ОФК Београд        | 27   |         |
| 2001/02 | Партизан       | Цървена звезда | ФК Смедерево   | Зоран Дурашкович              | Младост            | 27   |         |
| 2002/03 | Партизан       | Цървена звезда | ОФК Белград    | Звономир Вукич                | Партизан           | 22   |         |
| 2003/04 | Цървена звезда | Партизан       | Железник       | Никола Жигич                  | Ц.звезда           | 19   |         |
| 2004/05 | Партизан       | Цървена звезда | Зета           | Марко Пантелич                | Ц.звезда           | 21   |         |
| 2005/06 | Цървена звезда | Партизан       | Вождовац       | Срджан Радонич                | Партизан           | 20   |         |

## Шампиони
| Година  | Победител      | Втори          | Трети          | Голмайстор                  | Клуб               | Гола | Треньор          |
| ------- | -------------- | -------------- | -------------- | --------------------------- | ------------------ | ---- | ---------------- |
| 2006/07 | Цървена звезда | Партизан       | Войводина      | Срджан Баляк                | Банат              | 18   |                  |
| 2007/08 | Партизан       | Цървена звезда | Войводина      | Ненад Йестрович             | Ц.звезда           | 13   |                  |
| 2008/09 | Партизан       | Войводина      | Цървена звезда | Ламин Диара                 | Партизан           | 19   |                  |
| 2009/10 | Партизан       | Цървена звезда | ОФК Београд    | Драган Мрджа                | Войводина          | 22   |                  |
| 2010/11 | Партизан       | Цървена звезда | Войводина      | Ивица Илиев А. Калуджерович | Партизан Ц.звезда  | 13   |                  |
| 2011/12 | Партизан       | Цървена звезда | Войводина      | Дарко Спалевич              | Раднички Крушевац  | 19   |                  |
| 2012/13 | Партизан       | Цървена звезда | Войводина      | Милош Стоянович             | Ягодина            | 19   |                  |
| 2013/14 | Цървена звезда | Партизан       | Ягодина        | Драган Мръджа               | Ц.звезда           | 19   | С.Стоянович      |
| 2014/15 | Партизан       | Ц.звезда       | Чукарички      | Езе                         | Младост            | 15   | З.Милинкович     |
| 2015/16 | Цървена звезда | Партизан       | Чукарички      | Хуго Виейра                 | Ц.звезда           | 21   | М.Божович        |
| 2016/17 | Партизан       | Цървена звезда | Войводина      | Урош Джорджевич Леонардо    | Партизан           | 24   | Марко Николич    |
| 2017/18 | Цървена звезда | Партизан       | Раднички       | Александър Пешич            | Цървена звезда     | 25   | Владан Милойевич |
| 2018/19 | Цървена звезда | Раднички       | Партизан       | Нермин Хаскич               | Раднички (Ниш)     | 24   | Владан Милойевич |
| 2020/21 | Цървена звезда | Партизан       | Чукарички      | Милан Макарич               | Радник (Сурдулица) | 14   | Деян Станкович   |

## Шампиони по клубове
| Клуб           | Шампион | Години                                                                                         |
| -------------- | ------- | ---------------------------------------------------------------------------------------------- |
| Партизан       | 16      | 1993, 1994, 1996, 1997, 1999, 2002, 2003, 2005, 2008, 2009, 2010, 2011, 2012, 2013, 2015, 2017 |
| Цървена звезда | 10      | 1995, 2000, 2001, 2004, 2006, 2007, 2014, 2016, 2018, 2019                                     |
| Обилич         | 1       | 1998                                                                                           |

### Шампиони по клубове за всички времена (1923 – 2013)
| Клуб           | Шампион | Години |
| -------------- | ------- | --- |
| Цървена звезда | 34      | 1946, 1951, 1953, 1956, 1957, 1959, 1960, 1964, 1968, 1969, 1970, 1973, 1977, 1980, 1981, 1984, 1988, 1990, 1991, 1992, 1995, 2000, 2001, 2004, 2006, 2007, 2014, 2016, 2018, 2019, 2020, 2021, 2022, 2023 |
| Партизан       | 27      | 1947, 1949, 1961, 1962, 1963, 1965, 1976, 1978, 1983, 1986, 1987, 1993, 1994, 1996, 1997, 1999, 2002, 2003, 2005, 2008, 2009, 2010, 2011, 2012, 2013, 2015, 2017                                           |
| БСК/ОФК        | 5       | 1931, 1933, 1935, 1936, 1939 |
| Югославия      | 2       | 1924, 1925 |
| Войводина      | 2       | 1966, 1989 |
| Обилич         | 1       | 1998 |

## Голмайстори
към 20 май 2012
| Място | Играч               | Клуб | Голове |
| ----- | ------------------- | --- | ------ |
| 1     | Андрия Калуджерович | Партизан (2007 – 2012)                                                                                          | 57     |
| 2     | Ламин Диара         | ОФК Београд (2006 – 2009) ФК Рад (2009 – 2010) Цървена звезда (2010 – 2011)                                     | 56     |
| 3     | Драган Мрджа        | Войводина (2008 – 2010)                                                                                         | 35     |
| 4     | Милан Божович       | ФК Чукарички (2007 – 2009) Ягодина (2009 – 2011) Войводина (2011)                                               | 33     |
| 5     | Ненад Милияш        | Цървена звезда (2006 – 2009)                                                                                    | 33     |
| 6     | Клео                | Цървена звезда (2008 – 2009) Партизан (2009 – 2011)                                                             | 30     |
| 7     | Душан Тадич         | Войводина (2006 – 2010)                                                                                         | 29     |
| 8     | Александър Йевтич   | Борац Чачак (2006 – 2008) ОФК Београд (2008 – 2009) Цървена звезда (2009 – 2011)                                | 28     |
| 9     | Абубакар Умару      | Цървена звезда (2009) ОФК Београд (2009 – 2010) Войводина (2010)                                                | 25     |
| 10    | Никола Симич        | Борац Чачак (2006 – 2008) Явор Иваница (2008 – 2009) ОФК Београд (2009 – 2011) Раднички Крагуевац (2011 – 2012) | 24     |

- Играчите със тъмен шрифт все още играят в първенството

## Рекорди

### Посещения
- Най-голямо посещение на мач: Цървена звезда срещу Партизан – 45 455 [3] (сезон 2011/12)
- Най-голям брой на посещения средно на мач: Цървена звезда – сезон 2010/11

### Мач
- Най-голяма победа/загуба: Партизан 7 – 0 Напредък Крушевац – сезон 2009/10

### Играчи
- Най-много мачове в първенството: Йован Радивойевич – 146 в 5 сезона (между 2006 – 07 и 2011 – 12)
- Най-много гола в първенството: Ламин Диара – 56 за Партизан в 4 сезона (между 2007 – 08 и 2011 – 12)
- Най-много гола в първенството за един сезон: Драган Мрджа за Войводина през сезон 2009 – 10

### Отбори
- Най-много последователни победи в първенството: 14, Партизан през сезон 2011 – 12
- Най-много последователти загуби в първенството: 14, ФК Чукарички през 2010 – 11

### Сезон
- Най-много спечелени точки за един сезон: 80, Партизан през сезони 2007 – 08, 2008 – 09 и 2011 – 12
- Най-малко спечели точки за един сезон: 5, ФК Чукарички през сезон 2010 – 11
- Най-много голове вкарани от един отбор за един сезон: 75, Партизан през сезон 2010 – 11
- Най-малко голове вкарани от един отбор за един сезон: 10, ФК Чукарички през сезон 2010 – 11
- Най-много получени голове от един отбор за един сезон: 65, ФК Чукарички през сезон 2010 – 11
- Най-малко получени голове от един отбор за един сезон: 12, Партизан през сезон 2011 – 12
- Най-добра голова разлика от един отбор за един сезон: +55, Партизан през сезон 2011 – 12
- Най-лоша голова разлика от един отбор за един сезон -55, ФК Чукарички през сезон 2010 – 11